# Bernadette Bensaude-Vincent
Bernadette Bensaude-Vincent (Béziers, 7 de julho de 1949) é uma filósofa, historiadora da ciência francesa e professora emérita da Universidade de Paris 1 Panthéon-Sorbonne. Ela considera o estudo da história da ciência essencial para "compreender a investigação científica como um empreendimento multidimensional inserido num contexto cultural e com impactos sociais e culturais".
Bensaude-Vincent publicou mais de uma dezena de livros e 80 artigos e ensaios. Ela se concentra particularmente nas histórias da química e da ciência dos materiais. Em 1993 publicou Histoire de la chimie com Isabelle Stengers, pela qual receberam o Prix Jean-Rostand. Foi traduzido como Uma História da Química em 1996. Em 1997, ela recebeu o Prêmio Dexter por seu trabalho na história da ciência. Seu discurso, ao receber o prêmio, foi intitulado “Uma Linguagem para Ordenar o Caos”.

## Primeiros anos e educação
Bensaude-Vincent nasceu em Béziers em 7 de julho de 1949. Ela estudou na École normale supérieure de Fontenay-aux-Roses de 1968 a 1971. Ela obteve um diploma em filosofia em 1970, um grau de associado em filosofia (Agregação na França) em 1971 e um doutorado em letras e ciências humanas a partir de 1981 pela Universidade de Paris 1 Pantheon-Sorbonne.

## Pesquisas acadêmicas
Bernadette Bensaude-Vincent estuda filosofia e história da química e da ciência dos materiais. Ela examina os padrões de comunicação e as maneiras pelas quais a linguagem científica foi construída, as relações entre a ciência e o público, e o impacto da ciência e da tecnologia na ética e sociedade. Seu trabalho tem sido elogiado tanto pela diversidade de temas quanto pela originalidade e profundidade metodológica.
Bensaude-Vincent está particularmente preocupada com tecnologias emergentes como nanotecnologias e biologia sintética e com a filosofia da tecnociência, Ela escreveu sobre o positivismo e a tradição da epistemologia francesa. Ela prestou atenção especial a referências notáveis como Paul Langevin e Emile Meyerson.

## Carreira
Bernadette Bensaude-Vincent trabalhou como professora de filosofia de 1972 a 1982, na Cité des Sciences et de l'Industrie (CSI) de 1982 a 1986, e como professora assistente na Université Paris X, França (atual Universidade Paris Nanterre) de 1989–1994. Em 1993, ela publicou Histoire de la chimie com Isabelle Stengers, que foi traduzida para o inglês como A History of Chemistry em 1997. Bensaude-Vincent e Stengers receberam o Prix Jean-Rostand por este trabalho.
No início da década de 1990, Bensaude-Vincent dirigiu um programa de pesquisa sobre ciência e público, apoiado pelo Centro de Pesquisa em História da Ciência da Cité des Sciences et de l'Industrie (CSI), trabalhando com Anne Rasmussen. Isto resultou na publicação de La science populaire dans la presse et l'édition: XIXe et XX (1997) coautoria de Bensaude-Vincent e Rasmussen.
De 1993 a 1997, Bensaude-Vincent liderou uma equipe no âmbito do Programa Europeu "A Evolução da Química (1789-1939)" da European Science Foundation. De 1995 a 1997, foi pesquisadora no Centre National de la Recherche Scientifique (CNRS) do Centre d'Histoire des Sciences et des Techniques, em Paris. O seu trabalho com a European Science Foundation resultou na publicação de "uma análise comparativa particularmente produtiva" da educação científica e do desenvolvimento de livros didáticos de química nos países europeus no final dos séculos XVIII e XIX, Communicating chemistry: textbooks and their audiences, 1789–1939 (2000).
Em 1997, Bensaude-Vincent tornou-se professora de história e filosofia da ciência e ppresidente do Departamento de Filosofia da Université Paris-X Nanterre. Ela permaneceu lá até 2010. Em 1999, tornou-se Presidente do programa de doutoramento em história da filosofia e história e filosofia da Ciência.
De 2000 a 2003, Bensaude-Vincent liderou o subprojeto de Pesquisa de Materiais, parte do projeto História da Ciência e Tecnologia Recentes (HRST) do Instituto Dibner de História da Ciência e Tecnologia do MIT.
De 2005 a 2008, Bensaude-Vincent coordenou um programa de pesquisa sobre "Nanobioética", a ética da nanobiotecnologia, para a Agence nationale de la recherche (ANR) da França. Este trabalho examinou a epistemologia e a ética da nanotecnologia, clonagem e bioinformática. No livro resultante, Les vertiges de la technoscience. Façonner le monde atome par atome (2009), ela sugere que a tecnociência é um novo modelo, exigindo um reexame de nossos conceitos de descoberta científica. Ela clama por uma nova aliança entre ciência e ética.
A partir de 2009, Bensaude-Vincent coordenou um projeto conjunto ANR/DFG sobre "Génese e Ontologia de Objetos Tecnocientíficos" (GOTO), trabalhando com Sacha Loeve na França, e com Astrid Schwarz e Alfred Nordmann na Alemanha. O projeto buscou distinguir entre ciência e tecnociência, e resultou na obra editada Research Objects in their Technological Setting (2017).
De 2010 a 2015, Bensaude-Vincent foi professora na Universidade de Paris 1 Pantheon-Sorbonne e diretora do Centro de Estudo de Tecnologia, Conhecimento e Prática (Centre d'étude des Techniques, des connaissances et des pratiques, CETCOPRA).
Além disso, Bensaude-Vincent foi professora visitante na Universidad Autonoma de Madrid (1994), na Universidade de Bielefeld (1996), na Universidade de Viena (1997, 1999), na Universidade de Genebra (1998), na Pontifícia Universidade Católica de São Paulo (2003), na Universidade de Valência (2004), na Universidade Autônoma de Barcelona (2008) e pesquisadora visitante na Instituto Max Planck de História da Ciência em Berlim (2001).
Através do seu envolvimento com a Fundação para a Ciência e Tecnologia e com a Ciência e Tecnologia na Periferia Europeia (STEP), Bensaude-Vincent ajudou a desenvolver uma comunidade de historiadores da ciência em Portugal.
Bensaude-Vincent presidiu a seção 72 do Conselho Nacional de Universidades (em francês: Conseil national des universités), na França. Ela é membro da Academia Francesa de Tecnologias (Académie des Technologies), e membro sênior do Institut universitaire de France. Ela atuou como vice-presidente de história profissional e disciplinar na Comissão de História da Química Moderna (CHMC) da União Internacional de História e Filosofia da Ciência. Ela atuou no Comitê de Ética do Centre National de la Recherche Scientifique (CNRS) e no Comitê Conjunto de Ética INRAE-CIRAD-IFREMER-IRD.

## Obras publicadas
- Paul Langevin. Science et vigilance (em francês). Belim, 1987.
- Lavoisier, Memoires d'une Revolution (em francês). Lavoisier, memórias de uma revolução. Flammarion, 1993.
- Dans le laboratoire de Lavoisier (em francês). Nathan, Monde en Poche, Paris, 1993.
- Histoire de la chimie (em francês) com Isabelle Stengers em 1993,[21] traduzido como A História da Química por Deborah van Dam. Cambridge, MA; Londres, Inglaterra: Harvard University Press, 1996.[37]
- Eloge du Mixte. Matériaux Nouveaux et Philosophie Ancienne (em francês). O Relógio do misto. Novos materiais e velha filosofia. Hachette Littérature, 1998.
- L'opinion publique et la science. A chacun son ignorance. (em francês). Synthélabo, Paris, 2000.
- Science et Opinion. Histoire d'un Divorce (em francês). 2003.
- Se libérer de la matière. Fantasmes autour des nouvelles technologies (em francês). 2004.
- Faut-il Avoir Peur de la Chimie? (em francês). 2005.

## Prêmios e honrarias
- 1993, com Isabelle Stengers, por Histoire de la chimie (em francês) da Associação de Escritores Científicos da França (l'Association des Ecrivains scientifiques de France)[21]
- 1997, Prêmio Dexter por Conquistas Extraordinárias na História da Química, American Chemical Society[3]
- 2000, Bolsa Sênior, Instituto Dibner de História da Ciência e Tecnologia, MIT[27]
- 2018, Doutoramento honoris causa pela Universidade de Lisboa[14]
- 2021, Medalha George Sarton